# Szramkiwka
Szramkiwka (ukr. Шрамківка) – wieś na Ukrainie, w obwodzie czerkaskim, w rejonie złotonoskim. W 2001 liczyła 3187 mieszkańców, wśród których 3106 jako ojczysty język wskazało ukraiński, 59 rosyjski, 6 mołdawski, 2 białoruski, 1 ormiański, a 13 inny.